# Teddy Da Costa
Teddy Da Costa, född 17 februari 1986 i Melun, är en fransk professionell ishockeyspelare som spelar för Vasa Sport i FM-ligan. 
Han har representerat Frankrikes landslag i fyra VM: 2011, 2012, 2013 och 2014.
Teddy är äldre bror till ishockeyspelaren Stéphane Da Costa.

## Klubbar
- Jets de Viry-Essonne Moderklubb–2004
- Rapaces de Gap 2004–2005
- KH Zagłębie Sosnowiec 2005–2010
- Dragons de Rouen 2010–2011
- GKS Tychy 2011–2013
- Hokki 2013–2014
- Tappara 2014–2015
- LeKi 2014–2015 (lån)
- Pelicans 2015–2016
- Vasa Sport 2016–